# Ромеро, Альфонсо
Альфонсо Ромеро Ольмес (исп. Alfonso Romero Holmes; 28 мая 1965, Барселона) — испанский шахматист, гроссмейстер (1995).
Чемпион Испании 1987 года.
В составе национальной сборной участник пяти Олимпиад (1986, 1990—1992, 2002—2004) и 14-го командного чемпионата Европы (2003).

## Изменения рейтинга
| Графики недоступны из-за технических проблем. См. информацию на Фабрикаторе и на mediawiki.org. |